# 冴季澪
冴季 澪（さえき れい）は、日本の女性グラビアアイドル、占い師。

## 経歴・人物
TEAM TRUSTレースクイーン、WBOアジアパシフィック王者決定戦 ラウンドガール、竹書房 グラビアイメージDVD「ミルキーグラマー」発売、WBA女子世界フライ級王者決定戦 ラウンドガール、スパイスビジュアル グラビアイメージDVD「GLAMOROUS」発売、週間SPA！グラビアン魂特集、週間プレイボーイ 冴季澪５ページカラー撮りおろし特集、週間プレイボーイ ボイン番付特集、アサヒ芸能 グラビア女神・今一番すごいカラダ特集・グラビア悩殺コーデ特集、ワタナベエンターテイメントTV ぶるぺん出演、アサヒ芸能 芸能界峰不二子なカラダランキング 芸能界1位受賞、週間SPA！グラビアン魂アワード　みうらじゅん賞受賞、スパイスビジュアル グラビアイメージDVD「Beautiful Woman」発売　スパイスビジュアル グラビアイメージDVD「Beautiful Woman2」発売 　TBSドラマ「Heaven？～ご苦楽レストラン」出演

## 作品

### DVD
- ミルキー・グラマー（2016年11月18日、竹書房）
- GLAMOROUS（2017年2月24日、スパイスビジュアル）
- Beautiful Woman（2018年8月31日、スパイスビジュアル）
- Beautiful Woman2 （2019年2月22日、スパイスビジュアル）